# خانه آر ۱۲۸

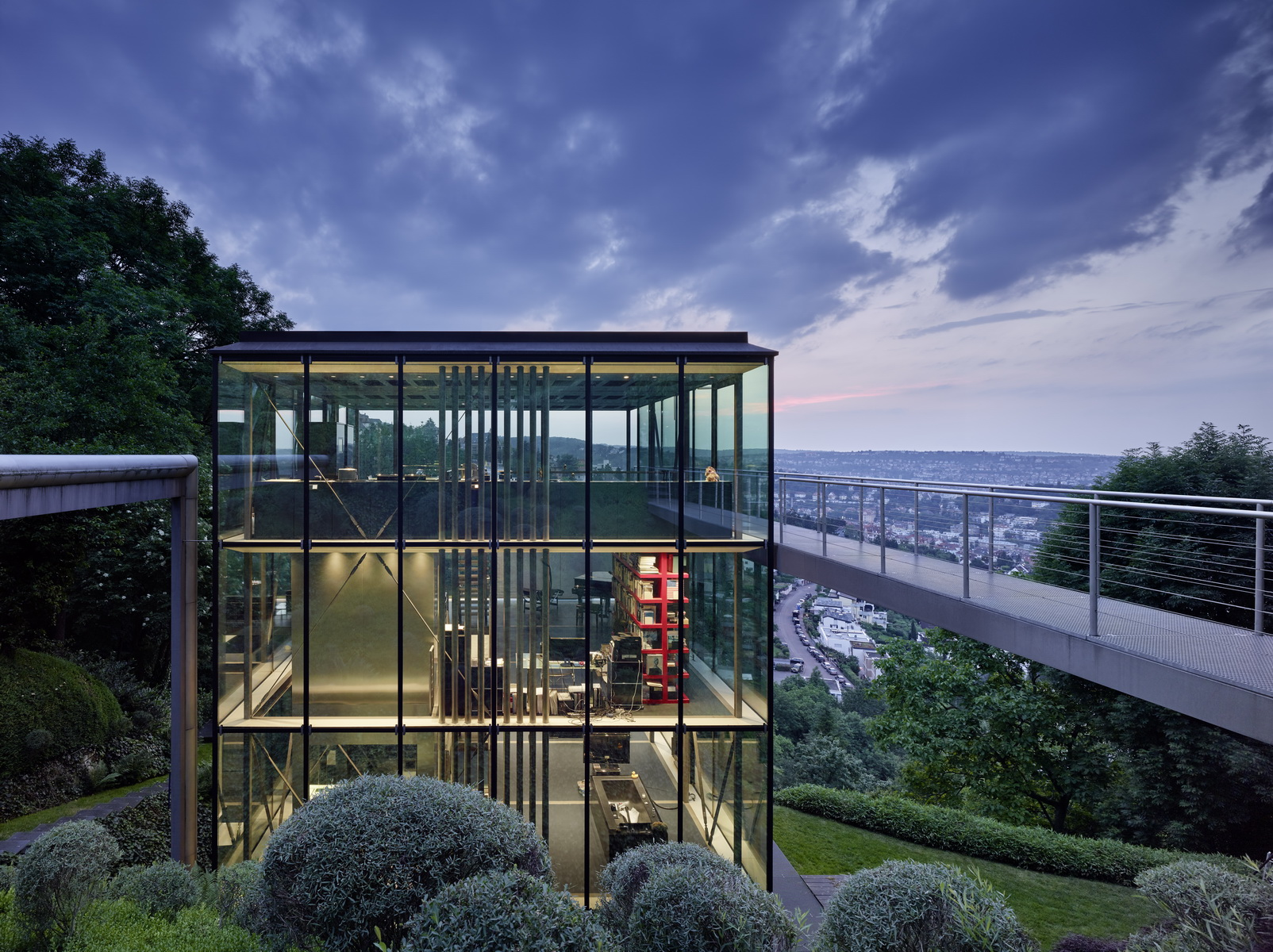
خانه R128 - اشتوتگارت

خانه آر ۱۲۸(خانه سبک)(به انگلیسی: (House R 128 (Sobek House) یک خانه تک خانواری مدرنیست در اشتوتگارت آلمان است، این خانه توسط معماری به نام ورنر سبک (به انگلیسی: Werner Sobek) در۲۰۰۰–۱۹۹۰ ساخته شده‌است. مشخصه اصلی این خانه طراحی مدولار و قابل بازیافت آن است، کاملاً شیشه‌ای است و دیوار تقسیم‌کننده داخلی ندارد. خانه کامپیوتری شده و تمام نیازهای انرژی خود را تأمین می‌کند.

## بررسی اجمالی
اسم خانه از محل استقرار آن در رومرشتراسه ۱۲۸ (به آلمانی: Römerstrasse 128) گرفته شده‌است. رومرشتراسه یک قطعه زمین کوچک و شیبدار در کنار دره اشتوتگارت است. زمانی که خانه ساخته شد توجه زیادی در دنیای معماری دریافت کرد. شکل ساختمان مانند یک مکعب است، ۴ طبقه دارد و یک پوشش شیشه‌ای آن را دربر گرفته‌است. تمام اجزاء می‌توانند برای بازیافت جداسازی شوند. هیچ دیوار و اتاق بسته‌ای وجود ندارد (به غیر از سرویس‌های بهداشتی) و تنها تعداد کمی اثاثیه و مبلمان. شفافیت برای این است که این احساس را در فرد به وجود آورد گویی در محیط بیرون و در طبیعت زندگی می‌کند. به دلیل معماری سیستم غیرفعال خورشیدی این ساختمان با دیوارهای شیشه‌ای سه جداره، خانه به هیچ انرژی‌ای برای گرمایش نیازمند نیست. برق توسط سلول‌های خورشیدی تولید می‌شود. تمام بخش‌ها در خانه توسط کامپیوتر کنترل می‌شود.